# Die Ewigkeit
Die Ewigkeit ist das erste und letzte Album der Neue-Deutsche-Todeskunst-Band Relatives Menschsein.

## Geschichte
Im August 1992 stieß Jörg Hüttner als zusätzlicher Keyboarder zu Relatives Menschsein. Zu viert nahm die nun aus Sänger „Amadeus“ bürgerlich Wolfgang A. Mödl, den Keyboardern Jörg „Jogy“ Wolfgram und Jörg Hüttner und der Texterin Lisa „Lissy“ Mödl bestehende Gruppe das erste und letzte Album auf. Danse Macabre veröffentlichte Die Ewigkeit im Juni 1992 mit acht Stücken und einer Spielzeit von 37:25 Minuten.
Nachkommend verließ Jörg „Jogy“ Wolfgram Relatives Menschsein. Die verbliebenen Gruppe reagierte, indem die Produktion weiterer Alben ausblieb und Die Ewigkeit das letzte blieb. Lediglich Kompilationsbeiträge folgten. Darunter mit Masken, Die Zeit und Rosa Leidenschaft weitere Clubhits.

## Stil und Rezeption
Relatives Menschsein und das Album Die Ewigkeit wird dem Genre Neue Deutsche Todeskunst zugerechnet. Die Titel werden als „poetische[…] und stimmungsvolle[…] Gesangsstücke in deutscher Sprache“ kategorisiert.
Das Album wurde als „Dark Wave mit äußerst anspruchsvollen Texten und außergewöhnlichen Sprechgesang“ gelobt. Auch weitere Rezensenten lobten den gesprochenen Textvortrag als „faszinierendes […] Bindeglied zwischen Gesang und Musik.“
Mikael Kahrle in einer für das schwedische Musikmagazin Release verfassten Besprechung schrieb, dass das Album auf „lange Sicht langweilig, [aber] für kurze Zeit interessant“ sei. An anderer Stelle hieß es Die Ewigkeit sei „ein Meisterwerk“, das nicht auf Anhieb verstanden werde. Vielmehr „zwingt die Musik zum Nachdenken“. „Manchmal grau und düster, voller schwarzer Traurigkeit, manchmal protestierend und nervenaufreibend,“ sei die Musik „auf ihre eigene Art einzigartig [mit] einer einzigartigen Bandbreite an Gefühlen, Emotionen und Erfahrungen.“

## Titelliste
1. Ausgeblutet: 4:39
2. In Gedanken: 2:39
3. Erfüllung: 5:01
4. Leben: 3:44
5. Passion: 4:34
6. Verflucht: 7:12
7. Die Ewigkeit: 6:28
8. Tempel (Remastered Demo Version): 3:07